# 85585 Mjolnir
85585 Mjolnir è un asteroide Apollo. Scoperto nel 1998, presenta un'orbita caratterizzata da un semiasse maggiore pari a 1,2975040 UA e da un'eccentricità di 0,3561862, inclinata di 4,08326° rispetto all'eclittica.
L'asteroide è dedicato a Mjöllnir, il mitico martello di Thor.